# Angelo Trezzini
Angelo Trezzini (Milano, 28 aprile 1827 – Milano, 27 maggio 1904) è stato un pittore, poeta e illustratore svizzero, originario del Canton Ticino.

## Biografia
Nato a Milano da Angelo e Margherita Pedrotti, originari di Astano, comune luganese della regione del Malcantone, dal 1839 al 1846 frequenta i corsi dell'Accademia di belle arti di Brera.
Successivamente, svolge il suo apprendistato pittorico nello studio dei fratelli Induno, sotto la guida del cognato Domenico e a stretto contatto con Gerolamo, suo compagno d'armi nelle lotte risorgimentali e nella Repubblica Romana. 
Durante la seconda guerra d'indipendenza italiana, combatte nella Battaglia di San Fermo nel Corpo dei Cacciatori delle Alpi, al fianco del nipote pittore Ambrogio Preda.
Negli anni Sessanta si dedica all'esecuzione di soggetti militari, affermandosi come pittore di battaglie e nel 1861 si aggiudica il Premio Mylius per la pittura di genere con La lettura di una lettera giunta dal campo.
Nel 1862 viene nominato socio onorario dell'Accademia di belle arti di Brera, mentre verso fine del decennio si avvia all'utilizzo di uno stile molto realistico, utilizzato per riprodurre soggetti legati a temi familiari e si impegna in motivi di paesaggio, generalmente en plein air.
Nel 1876 viene nominato insegnante di disegno e pittura presso la Scuola professionale femminile di Milano, fondata da Laura Solera Mantegazza
Negli ultimi anni di vita avvia un'intensa collaborazione con istituti assistenziali (Istituto dei Ciechi, Ospedale Maggiore) per i quali esegue ritratti su commissione dei relativi benefattori (Ritratto di Achille Oldrati, Ritratto di Francesco Biffi), richiamandosi a un romanticismo austero. 
Litografo e illustratore, realizza anche opere satiriche per il periodico satirico e sociale Lo Spirito folletto.
Muore a Milano il 27 maggio 1904.

## L'attività in poesia
Trezzini è anche noto per la sua attività di poeta dialettale: La danza delle Muse. Meneghinata, pubblicata nel 1875, è ritenuto il testo più significativo. Gran parte dei poemi sono raccolti all'interno del volume Alcune poesie milanesi di Angelo Trezzini, pubblicato nel 1904 con prefazione dell'amico scrittore e artista Tullo Massarani.

## Opere principali
- Mancante a scuola (1858), olio su tela, Amministrazione Provinciale, Milano;
- La battaglia di San Fermo (1859), olio su tela, Museo nazionale del Risorgimento italiano, Torino;
- Piccoli patrioti (1859), olio su tela, collezione privata;
- Morte di Ferdinando Cartellieri. Episodio del combattimento di San Fermo, 1859 (27 maggio 1859) (1859-1863), olio su tela, Museo delle Storie di Bergamo[9];
- La madre del volontario (1860), olio su tela, Galleria civica d'arte moderna, Torino;
- Sergente del Cacciatori delle Alpi (Autoritratto) (1860), olio su tela, Museo storico Giuseppe Garibaldi, Como;
- Il soldato ferito (1860-1870), olio su tela, Fondazione Cariplo, Milano;
- La lettura di una lettera giunta dal campo (1861), olio su tela, Fondazione Cariplo, Milano;
- Le prime armi (Spiriti marziali) (1861), olio su tela, Pinacoteca di Brera, Milano[10];
- La morte del colonnello Giovanni Chiassi (1866), olio su tela, Museo del Risorgimento, Milano;
- Mancante a scuola (1868), olio su tela, Provincia di Milano;
- Al finire della scuola (Il Fopponino) (1869 circa), olio su tela, Fondazione Cariplo, Milano;
- Chiesa di Nesso (Como) (1872), olio su tela, Pinacoteca di Brera, Milano[11];
- Ritratto di Francesco Biffi (1880), olio su tela, Raccolte d'arte dell'Ospedale Maggiore, Milano[12];
- Ritratto di Carolina Prinetti Brambilla (1883), olio su tela, Collezione Istituto dei Ciechi, Milano[13];
- Ritratto di Achille Oldrati (1883), olio su tela, Collezione Istituto dei Ciechi, Milano[14];
- Ritratto di Antonio Chiodo (1897), olio su tela, Raccolte d'arte dell'Ospedale Maggiore, Milano[15];
- Ritratto di Alberto Keller (non datata), olio su tela, Collezione Istituto dei Ciechi, Milano[16];
- Ritratto di Giovanni Bourdillon (non datata), olio su tela, Collezione Istituto dei Ciechi, Milano[17];
- Ritratto di Francesco Molinelli (non datata), olio su tela, Collezione Istituto dei Ciechi, Milano[18].